# Takydromus hsuehshanensis
Takydromus hsuehshanensis är en ödleart som beskrevs av  Lin och CHENG 1981. Takydromus hsuehshanensis ingår i släktet Takydromus och familjen lacertider. Inga underarter finns listade i Catalogue of Life.